# Rafael Nickel
Rafael Nickel (30 de julio de 1958) es un deportista alemán que compitió para la RFA en esgrima, especialista en la modalidad de espada.
Participó en los Juegos Olímpicos de Los Ángeles 1984, obteniendo una medalla de oro en la prueba por equipos. Ganó una medalla de plata en el Campeonato Mundial de Esgrima de 1983.

## Palmarés internacional
| Juegos Olímpicos   | Juegos Olímpicos             | Juegos Olímpicos | Juegos Olímpicos   |
| Año                | Lugar                        | Medalla          | Prueba             |
| ------------------ | ---------------------------- | ---------------- | ------------------ |
| 1984               | Los Ángeles (Estados Unidos) | Medalla de oro   | Espada por equipos |
| Campeonato Mundial |                              |                  |                    |
| Año                | Lugar                        | Medalla          | Prueba             |
| 1983               | Viena (Austria)              | Medalla de plata | Espada por equipos |